# Сан-Роман-де-Аройнш
Сан-Роман-де-Аройнш (порт. São Romão de Arões; МФА: [ˈsɐ̃w ʁu.ˈmɐ̃w dɨ ɐ.ˈɾõjʃ]) — парафія в Португалії, у муніципалітеті Фафе. Розташована в північно-західній частині країни, на теренах історичної португальської провінції Дору-Міню. Входить до складу округу Брага. За адміністративним поділом, чинним до 1976 року, терени парафії були складовою провінції Міню. Належить до Бразької архідіоцезії Католицької церкви. Патрон — святий Роман. Площа — 5,7213 км². Населення — 3295 ос. (2011). Середньо урбанізований регіон. Густота населення — 575,92 осіб/км²
. Код — 030730.

## Назва
- Аройнш (Сан-Роман) (порт. Arões (São Romão)) — офіційна назва.

## Населення
| Кількість мешканців | Кількість мешканців | Кількість мешканців | Кількість мешканців | Кількість мешканців | Кількість мешканців | Кількість мешканців | Кількість мешканців | Кількість мешканців | Кількість мешканців | Кількість мешканців | Кількість мешканців | Кількість мешканців | Кількість мешканців | Кількість мешканців |
| ------------------- | ------------------- | ------------------- | ------------------- | ------------------- | ------------------- | ------------------- | ------------------- | ------------------- | ------------------- | ------------------- | ------------------- | ------------------- | ------------------- | ------------------- |
| 1864                | 1878                | 1890                | 1900                | 1911                | 1920                | 1930                | 1940                | 1950                | 1960                | 1970                | 1981                | 1991                | 2001                | 2011                |
| 764                 | 849                 | 871                 | 894                 | 898                 | 882                 | 927                 | 1 189               | 1 380               | 1 685               | 1 733               | 2 311               | 2 956               | 3 258               | 3 295               |